# 8A busz (Szekszárd)
A szekszárdi 8A jelzésű autóbusz a 8-as busszal megegyező útvonalon, a Műszergyárig közlekedett. Zömében a reggeli és délutáni csúcsidőben biztosította a kapcsolatot a város északi és déli részei között.

## Története
Régi elnevezése 15-ös számú járat volt. Menetrendváltás óta (2008) az új elnevezéssel közlekedik, hosszabbított útvonalon a Szőlőhegyi elágazásig. 2022. augusztus 26-tól nem közlekedik.

## Útvonala
| Műszergyár felé |
| --- |
| Szőlőhegyi elágazás – 56-os út – Árnyas utca – Otthon utca – Csatári utca – Béri Balogh Ádám utca – Széchenyi utca – Rákóczi utca – Palánki út – Műszergyár |

| Szőlőhegyi elágazás felé |
| --- |
| Műszergyár – Palánki út – Rákóczi utca – Széchenyi utca – Béri Balogh Ádám utca – Csatári utca - Otthon utca – Árnyas utca – 56-os út - Szőlőhegyi elágazás |

## Megállóhelyei
| sz. | Megállóhely neve             | Menetidő (perc) | Menetidő (perc) | Átszállási kapcsolatok                   |
| --- | ---------------------------- | --------------- | --------------- | ---------------------------------------- |
| 0   | Szőlőhegyi elágazás          | 0               | 23              | 6, 8                                     |
| 1   | Szeszfőzde                   | 1               | 22              | 6, 8                                     |
| 2   | Ebes-puszta                  | 2               | 21              | 6, 8                                     |
| 3   | Otthon utca, vegyesbolt      | 4               | 19              | 6, 8                                     |
| 4   | Otthon utca                  | 5               | 18              | 6, 8                                     |
| 5   | Csatár, harangláb            | 6               | 17              | 5, 6, 8                                  |
| 6   | Csatári üzletház             | 7               | 16              | 4Y, 5, 6, 8, 89                          |
| 7   | Baka István általános iskola | 9               | -               | 4Y, 5, 6, 8, 89                          |
| 8   | Alsóvárosi temető            | 10              | 13              | 4Y, 5, 6, 8, 89, 9                       |
| 9   | Bakta köz                    | 11              | 12              | 4Y, 5, 6, 8, 89, 9                       |
| 10  | Kórház                       | 12              | 11              | 4Y, 5, 6, 8, 89, 9                       |
| 11  | Nyomda                       | 14              | 19              | 2, 2Y, 4Y, 5, 6, 8, 89, 9                |
| 12  | Posta                        | -               | 8               | 1, 2, 2Y, 4, 4A, 4Y, 7, 7A, 7B, 8, 89, 9 |
| 13  | Tanítóképző                  | 16              | -               | 8, 9                                     |
| 14  | Szluha György utca           | 17              | 6               | 8, 9                                     |
| 15  | Újvárosi templom             | 18              | 5               | 8, 9                                     |
| 16  | Újvárosi temető              | 20              | 3               | 2, 2Y, 8, 89                             |
| 17  | Csecsemőotthon               | 22              | 1               | 2, 2Y, 8, 89                             |
| 18  | Műszergyár                   | 23              | 0               | 2, 2Y, 8, 89                             |